# Phnom Kulen
Phnom Kulen (in lingua khmer ភ្នំគូលេន) è un massiccio collinare di modesta elevazione ed estensione, situato una quarantina di km in linea d'aria a nordest della moderna cittadina di Siem Reap, in Cambogia.

## Descrizione generale
L'area fa parte del Parco Nazionale del Phnom Kulen, un'area protetta istituita nel 1993 che misura circa 375 km².
Il punto più alto misura 487 m. La sommità è composta da un altopiano da cui origina il fiume Siem Reap, che rifornisce di acqua il sito di Angkor.

## Storia
È considerato dai khmer il monte più sacro della Cambogia ed è una delle principali mete turistiche del Paese. Riveste un'importanza fondamentale nella storia nazionale; fu qui che nell'802 d.C. Jayavarman II fu consacrato monarca universale e proclamò il suo dominio sui territori circostanti con un rito di tradizione induista, atto simbolico considerato la fondazione dell'impero Khmer. Nell'occasione, Jayavarman II istituì anche il culto del devaraja, secondo cui i suoi sudditi dovevano venerarlo come una divinità.
Per qualche tempo, prima di spostarsi altrove per trovare maggior sostentamento, sembra esercitò da qui il suo potere. Nelle iscrizioni successive il luogo venne indicato come Mahendrapura o Mahendraparvata. Le ricerche archeologiche hanno inizialmente individuato una trentina di templi, in gran parte in rovina e difficilmente accessibili, sparsi in un'area di circa 14 km².
A partire dagli anni duemila il sito è stato nuovamente oggetto di ricerca archeologica. Grazie a rilevamenti Lidar e al lavoro sul campo di équipe dell'ADF (Archeology&Development Foundation, a cura di J.B.Chevance) e dell'Università di Sydney, tra il 2011 e il 2013 sono emerse nuove evidenze circa l'esistenza di un sito di dimensioni e complessità ben maggiori di quanto si riteneva in precedenza.

## Sito

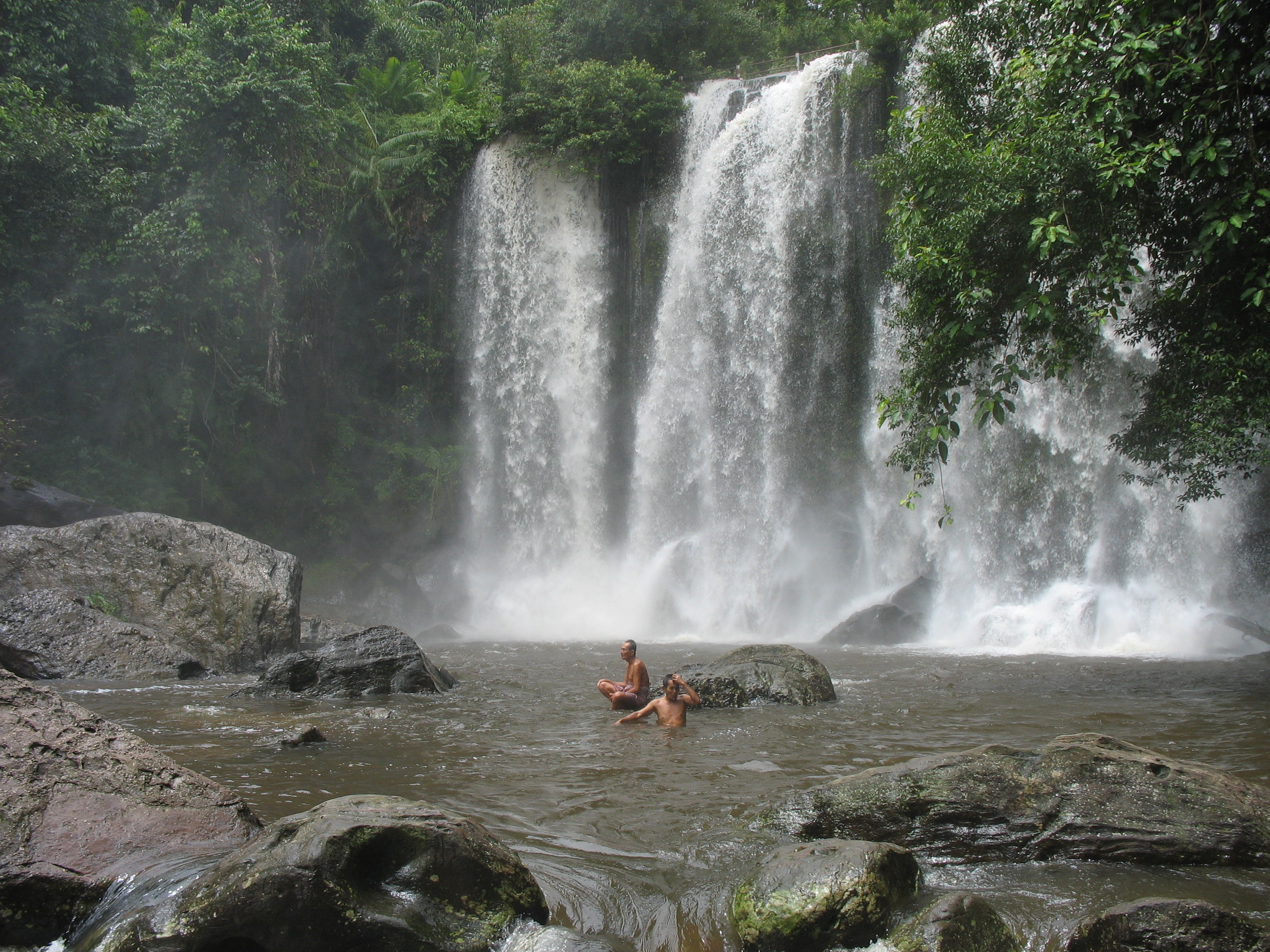
Cascata principale nella zona più visitata di Phnom Kulen.

Attualmente la zona più visitata comprende il tempio buddista di Preah Ang Thom, con un famoso Buddha reclinato scolpito nella roccia (risalente al XVI secolo) ed una cascata. Sul fondo roccioso del torrente, subito prima della cascata, sono scolpite immagini sacre induiste (tra cui dei lingam), correlate al mito dell'acqua fertilizzatrice, come a Kbal Spean.